# Меибометрија
Меибометрија јесте неинвазивна квантитативна метода процене меибума које продукују меибомске жлезде. Овај једноставан тест служи за квантификацију количине липида на ивици очног капака и успешно се користи код здравих субјеката. Изводи са са специјално прилагођеним системом који држи Голдманов апланациони тонометар уз помоћ кога се добија уљани импринт с рубова очних капака, који се затим процењује дензиметријски, квалитативно према регуларности и хомогености.

## Метода
Меибометрија се изводи меибометром, за ту намену посебно конструисаним уређајем, који је повезан са рачунаром.  Уређај се састоји од два дела: 
- фотометарске јединице,
- касете од пластичне траке (са светлом и мат површином за мерење).

Петља од мат синтетичке траке са измереним фиксним стандардом повлачи се преко капка пацијента да би се добио липидни траг меибомских жлезда. Овај траг се потом очитава фотометром да би се добио индекс количине липида у мировању на ивици капка, који се назива „случајни ниво уља“.
Међутим, још увек не постоји консензус о процедури усредњавања података или о томе који гранични критеријуми се морају узети у обзир у дијагнози.

## Примена код сувог ока
Дисфункција меибомске жлезде (МГД) је хронична, дифузна абнормалност меибомских жлезда, коју обично карактерише опструкција терминалног канала и/или квалитативна/квантитативна промена у секрецији жлезде. Ово може довести до промене сузног филма, симптома иритације ока, клинички очигледне упале и болести површине ока. Верује се да МГД може бити најчешћи узрок евапоративног сувог ока. Поред тога, сугерисано је да меибомска жлезда игра важну улогу као унутрашњи фактор повезан са болешћу сувог ока (ДЕД).
У том смислу меибометријом се може разликовати асимптоматски пацијенти од пацијената са симптомима сувог ока, јер постоји веза између меибометрије и стабилности сузног филма ока.
Меибометрија је једноставан тест за квантификацију количине липида на ивици капака и успешно се користи код здравих субјеката. 15 Укључује упијање липида на петљу провидне пластичне траке из централног региона доњег капка. Индекс количине липида у стању мировања на ивици капака (обични ниво) добија се тачком фотометријског очитавања снимљеног из центра липидног отиска. 14 , 15 Техника је коришћена за успостављање нормалних повремених нивоа за мушке и женске субјекте у читавом старосном распону. 15 Употреба меибометрије за дијагнозу МГД је од интереса, али стандардна техника има одређене недостатке. Коришћена трака је широка 8 мм и узоркује базен уља дуж централне трећине маргине доњег капка (и такође одговарајућег региона горњег капка, пошто се липид размењује током затварања ока). Дисфункција меибомске жлезде може бити фокална или дифузна, те стога постоји могућност да узорковано подручје неће представљати промене дуж целог обима капака. Повезано разматрање је да неуједначена, фокална, опструктивна болест дуж централне трећине горњих и доњих капака може довести до неуједначене дистрибуције уља у узоркованом подручју, што би могло резултирати неуобичајено ниским вредностима меибометрије код пацијената са МГД.